# Show Me Colours
Show Me Colours ist ein im Jahr 1996 veröffentlichtes Lied der deutschen Eurodance-Band Masterboy. Zudem ist es die zweite Singleauskopplung aus deren Album Colours.

## Entstehung und Veröffentlichung
Show Me Colours erschien erstmals am 7. Oktober 1996 als Single. Am 28. Oktober 1996 erschien das Lied als Teil von Masterboys fünftem Studioalbum Colours. Das Lied wurde von Luke Skywalker (Lucas Cordalis), Tommy Schleh und Enrico Zabler geschrieben beziehungsweise komponiert. Die Gruppe selbst produzierte den Eurodance-Titel als „Masterboy Beat Production“. Gerappt wurde die Single von Tommy Schleh, der Gesang stammt von Linda Rocco. Das dazugehörige Musikvideo zählt bis heute über 1,4 Millionen aufrufe (Stand: Januar 2021).

## Charts und Chartplatzierung
| ChartsChartplatzierungen | Höchstplatzierung | Wochen |
| ------------------------ | ----------------- | ------ |
| Deutschland (GfK)        | 24 (8 Wo.)        | 8      |
| Österreich (Ö3)          | 23 (7 Wo.)        | 7      |
| Schweiz (IFPI)           | 42 (3 Wo.)        | 3      |